# 17003 Poojanpandya
A 17003 Poojanpandya (ideiglenes jelöléssel (17003) 1999 CE55) a Naprendszer kisbolygóövében található aszteroida. A LINEAR projekt keretében fedezték fel 1999. február 10-én.